# Эмелек
«Эмеле́к» (исп. Club Sport Emelec) — эквадорский футбольный клуб из Гуаякиля. Один из четырёх наиболее титулованных клубов страны (наряду со своими самыми большими соперниками «Барселоной» и командами из Кито «Эль-Насьоналем» и ЛДУ).

## История
Клуб был основан 28 апреля 1929 года служащими «Электрической компании Эквадора» (исп.  Empresa Eléctrica del Ecuador). Название клуба является сокращением названия компании на испанском языке — «Empresa Eléctrica del Ecuador». Команда выступает в форме цвета электрик, имеет прозвище «Электрики» и до сих пор спонсируется этой компанией.
14-кратный чемпион Эквадора. «Эмелек» в 2001 году стал финалистом последнего розыгрыша Кубка Мерконорте, где уступил колумбийскому «Атлетико Насьоналю». Во всех трёх предыдущих розыгрышах этого турнира в финалах играли только колумбийские клубы.

## Титулы и достижения
- Чемпион Эквадора (14): 1957, 1961, 1965, 1972, 1979, 1988, 1993, 1994, 2001, 2002, 2013, 2014, 2015, 2017
- Вице-чемпион Эквадора (15): 1960, 1963, 1966, 1967, 1970, 1989, 1996, 1998, 2006, 2010, 2011, 2012, 2016, 2018, 2021
- Финалист Кубка Мерконорте (1): 2001
- Спортивный клуб «Эмелек» — рекордсмен страны по сумме чемпионских титулов во всех видах спорта
- Единственная команда Эквадора, доходившая до финала Кубка Мерконорте